# Chernóbil
Chernóbil 
(en ucraniano: Чорнобиль, romanización Chornóbyl’, pronunciación  /tʃɔrˈnɔbɪlʲ/,
en ruso: Чернобыль, romanización Chernóbyl’, pronunciación  /tɕɪrˈnobɨlʲ/) es una ciudad situada al norte de Ucrania, en la óblast de Kiev, cerca de la frontera con Bielorrusia.
La ciudad de Chernóbil fue evacuada el 27 de abril de 1986, un día después del accidente nuclear sucedido en la central nuclear Vladímir Ilich Lenin (a 3 kilómetros de la ciudad de Prípiat, actual Ucrania), considerado como el más grave en la Escala Internacional de Accidentes Nucleares (el accidente mayor, nivel 7). Como consecuencia, las personas tuvieron que abandonar sus hogares, personas muertas y heridas, radioactividad liberada,  áreas contaminadas, y la radioactividad provocó enfermedades como, cáncer y también hubo pérdidas económicas y miles de personas que se vieron obligadas a abandonar sus hogares fueron algunas de las consecuencias que dejó  la catástrofe. Dicha central está situada a 14,5 kilómetros al noroccidente de la ciudad de Chernóbil. La central nuclear se encuentra en la región de Chernóbil, pero la ciudad y la central no estaban directamente relacionadas.
Las casas aún habitadas no son muy diferentes de las desocupadas, y sus escasos habitantes usan símbolos para avisar que «el dueño de esta casa vive aquí». Asimismo, los vigilantes y el personal administrativo de la zona de exclusión están hospedados en el extremo de la ciudad más distante a la central. Antes del accidente, vivían 14 000 personas en la ciudad; en años recientes, menos de mil.

## Toponimia

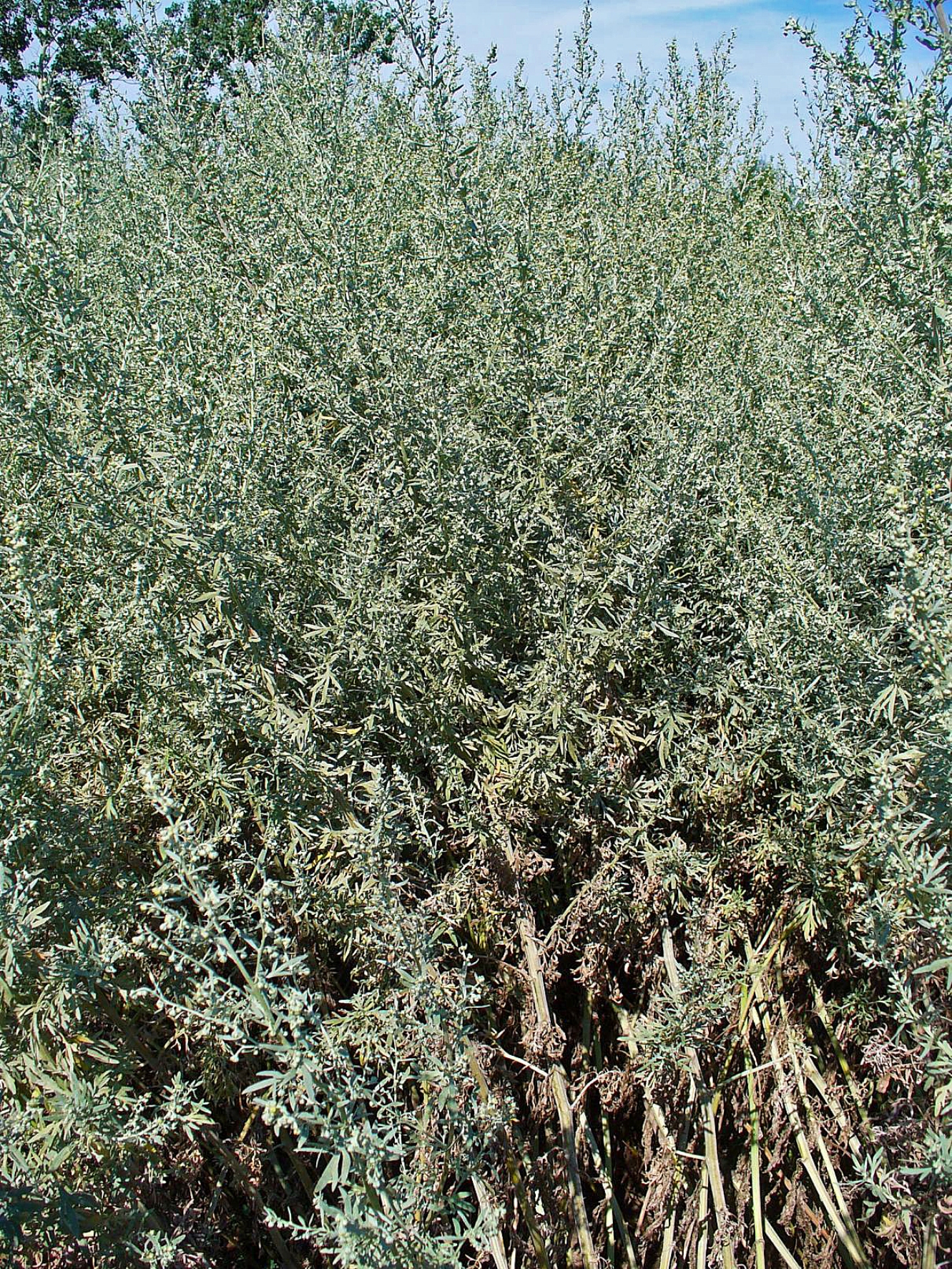
Artemisia absinthium L.

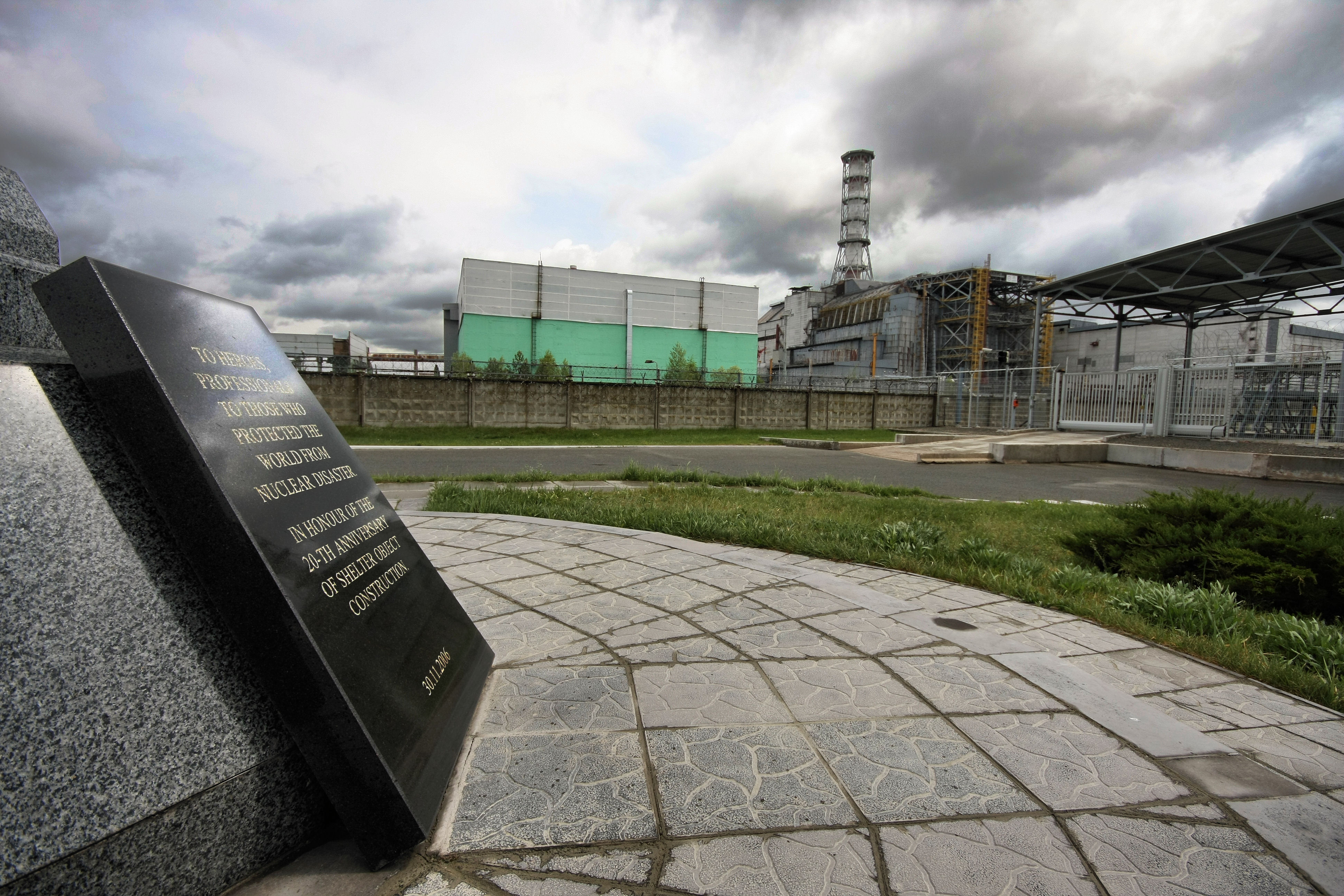
Placa conmemorativa en la central nuclear de Chernóbil

El nombre de la ciudad podría tener su origen en la unión de las palabras chorni (чорний, ‘negro’) y byllia (билля, ‘pasto’ u ‘hojas’); y por lo tanto podría significar ‘pasto negro’ u ‘hojas negras’. También se especula con que su nombre podría venir de las palabras en ucraniano polin girkii (Полин гіркий), con las que se denomina la Artemisia absinthium, una planta abundante en el lugar.

## Historia
Este lugar era originalmente parte de la Rus de Kiev.
El nombre Chernóbil se mencionó por primera vez en 1193, descrito como un pabellón de caza del kniaz (rey, príncipe) Rostislavich.
Durante el siglo XIII fue una villa real del Gran Ducado de Lituania.
En 1566, el pueblo fue concedido como feudo a Filon Kmita, un capitán lituano de la caballería real.
En 1569, la provincia que contenía a Chernóbil fue trasladada al Reino de Polonia.
En 1793, el Imperio ruso recuperó la región completa.

### Durante la Rus de Kiev
En el norte y noroeste del antiguo territorio del Principado de Kiev, en el s. X d. C. ya había una red de ciudades, castillos feudales y asentamientos. La mayor parte de las poblaciones de esta red se encontraban a las orillas de los ríos Prípiat, Téteriv, Irpín y Uzh. Se conservan los nombres de algunos antiguos asentamientos, en particular Óvruch, Rilsk, Semoch y otros. Entre estos asentamientos históricos se encontraba el más poderoso, Chernóbil.
La primera vez que se mencionó el nombre de la ciudad de Chernóbil fue en los años del Códice de Hipacio, aproximadamente en el año 1193. Rostislav Riúrikovich, hijo del Gran príncipe de la Rus de Kiev Riúrik Rostislávich, estuvo en un viaje de pesca desde Chernóbil a Tortsiyska. En los años del Códice de Laurencio, en marzo de 1127, uno de los príncipes fundó la ciudad de Strézhiv, una ciudad al sur de Pólatsk, la más meridional del Principado de Pólatsk.
Las indicaciones demuestran que a finales del siglo XIX todavía se podían encontrar restos de edificios y túneles de la ciudad de Strézhiv. En uno de los túmulos, llamado Tatar, se encontraron armas, tesoros de joyas plateadas, decoraciones de bronce y arte de los siglos XII y XIII. Se considera que en los años del Códice de Hipacio se encuentran muchos monumentos en Chernóbil, pero no hay ninguno en Strézhiv. Para entonces la artemisa y el ajenjo ya abundaban en los alrededores del pueblo.
Desde los comienzos de la segunda mitad del siglo XVIII, la ciudad se convirtió en uno de los mayores centros del judaísmo jasídico. La dinastía jasídica de Chernóbil fue fundada por Menajem Najum Twersky, también conocido como el Rabino Mardoqueo de Chernóbil. Gran parte de la población judía fue víctima de pogromos en octubre de 1905 y en marzo y abril de 1919, en los que muchos judíos perdieron la vida y las propiedades de muchos otros fueron ultrajadas. En 1920, los herederos de Twersky dejaron Chernóbil, y la ciudad dejó de ser un centro jasídico.
Durante las guerras civiles que azotaron la región durante el periodo 1917-1920 fue ocupada primero por el Ejército Blanco y luego por el Ejército Rojo.
En 1921, Chernóbil pasó a formar parte de la recién formada República Socialista Soviética de Ucrania.
Durante el periodo 1929-1933, Chernóbil sufrió muertes masivas durante la colectivización, en el Holodomor y en la subsiguiente hambruna. La comunidad polaca de Chernóbil fue deportada a Kazajistán en 1936, haciendo la travesía en muy malas condiciones, en el que la mayoría de los deportados murió de hambre y de frío.
Durante la Segunda Guerra Mundial la ciudad fue ocupada entre 1941 y 1944. La comunidad judía de la ciudad fue exterminada durante este periodo.

### Durante la invasión del imperio mongol-tártaro
La historia de la antigua ciudad de Chernóbil está conectada con el gobierno polaco, con el gobierno lituano y con la invasión del imperio mongol-tártaro. En el siglo XIII, la batalla de la armada lituana-ucraniana y de la armada de los tártaros-mongoles tomó esa zona, ya que invadían el río Prípiat y el río Dniéper. La armada mongola actuó bajo la dirección de Kaydan-Batyya. La batalla fue la primera ganada por los rusos contra el Imperio mongol.
En 1569, tras la firma del acuerdo entre Ucrania, Lituania y Polonia, la ciudad pasó finalmente a ser posesión de Polonia, dentro de la dinastía de los señores Sapegov. La Guerra de Emancipación, de 1648-1654, no se esparció por las tierras de Chernóbil. Como resultado de la guerra, la ciudad volvió a ser parte de Ucrania. El rebelde régimen de la armada de Kiev, bajo control de Khmelnitsky A. Zhdanovicha, también visitó Chernóbil.

### Conservadores y viejos creyentes en la historia del pueblo
En el siglo XVIII una comunidad de conservadores encontraron refugio en el pueblo de Chernóbil. En el bosque cercano empezaron a construir monasterios, a los que tenían permitidos rezar a sus dioses. Hoy en día en la Zona de Alienación se pueden encontrar restos de estos monasterios, llamados: "Posición de los antiguos asentamientos".
Se pudo saber que los conservadores habían llegado a Chernóbil, y habían pasado la segunda mitad del siglo XVII en el pueblo. Después crearon una secta llamada Chernóbil. El líder de la secta, Illarion Petrov, tuvo un mote extraño: "Patas de vaca", fue marcado por una extraña fe ciega y fanatismo. La secta predicaba la llegada del anticristo y del fin del mundo. Después, a finales del siglo XVIII la secta pasó a ser parte del Imperio austrohúngaro. Los sectarianos fueron personalmente invitados por el emperador José II de Habsburgo que les liberó de impuestos por los próximos 20 años.
Los conservadores que se mantuvieron en Chernóbil fundaron después asentamientos como el de Zamoshnya, Krasilovka, y Bychki, que vivieron en ellos hasta 1986.
En Chernóbil, en 1775 se fundó un asentamiento de disidentes de Starodubya. Los disidentes tenían su propio asentamiento llamado St. Phillipe, en la que se encontraba un cura.
Durante las revueltas de masas de los ucranianos sobre la gente en contra del Gobierno polaco, ocurrido en los tiempos severos del banco ucraniano, Chernóbil fue capturada dos veces, en 1747 y en 1751, por los rebeldes militares en la masacre polaca. Las represalias eran grupos de personas dirigidas por Sir Matskevish, que iban con espadas y antorchas por todo el terreno de los ríos Teterev y Prípiat.
El río Prípiat ayudó mucho para el crecimiento del pueblo, los habitantes decían que el río era su madre. Eso se debía a que la mayor parte de la población del pueblo eran pescadores. Estas personas también cosechaban a veces a las orillas del río todo tipo de setas, bayas, hortalizas.
Las mayores pruebas para compartir en Chernóbil, acabaron siendo la persecución del lenguaje cultural, que condujo a la población católica, que ocurrió particularmente durante la ocupación del Gobierno polaco. Se sabe que en el año 1600 se construyó una Iglesia católica en la ciudad y luego se creó un monasterio dominico.

### Ortodoxos y judíos en Chernóbil

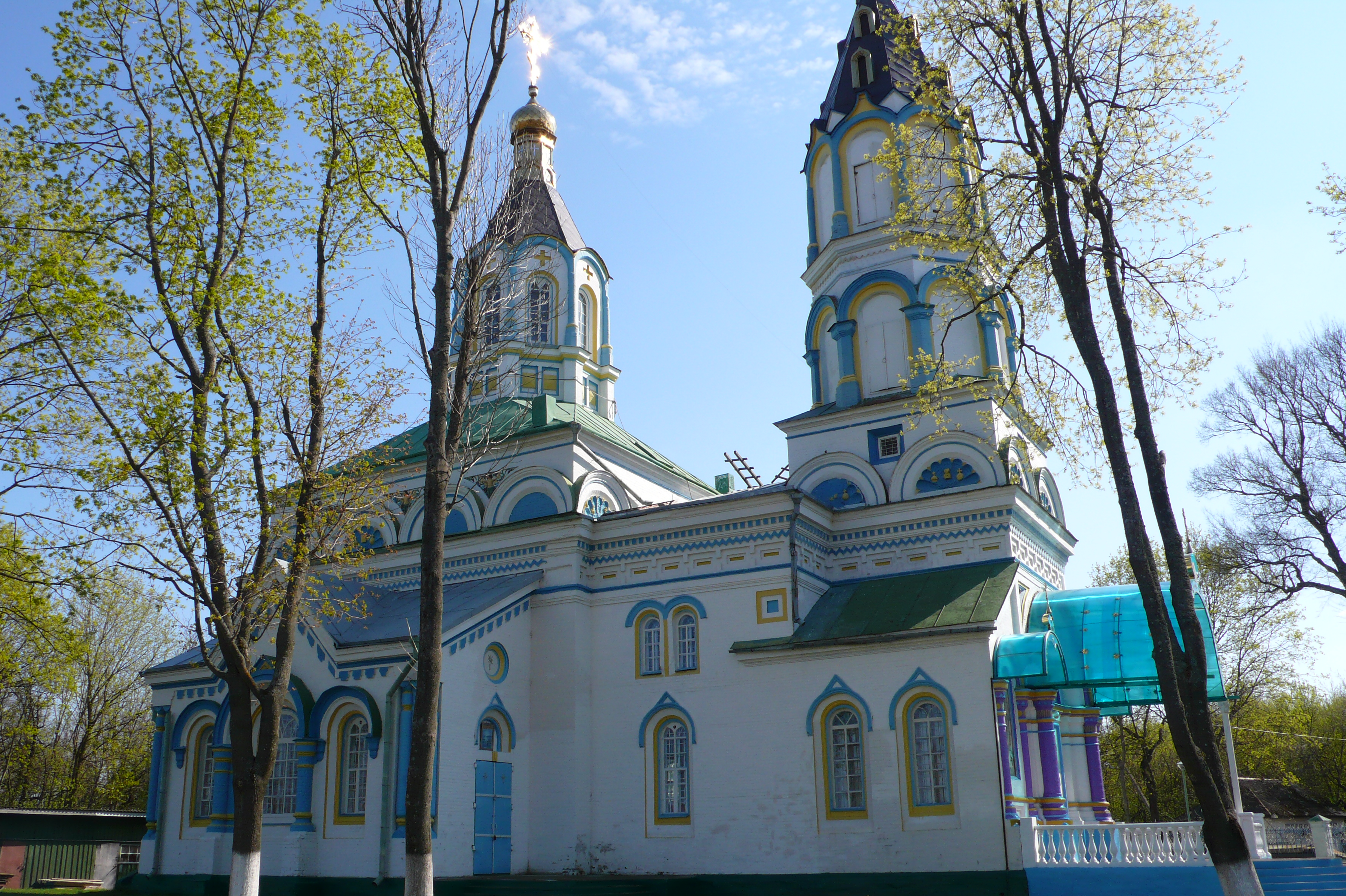
Iglesia ortodoxa de San Elías en Chernóbil

En 1749 en la ciudad, el consistorio de Radomyshlskaya construyó la primera iglesia ortodoxa de Illinskaya. La construcción de la iglesia se completó en 1779. En 1873 la iglesia se derribó y construyeron una de piedra, era la iglesia más creativa y culta de toda la ciudad, pero en 1996 la iglesia se vino completamente abajo.
Las memorias de Chernóbil existen incluso en Francia: el 30 de junio de 1794 fue guillotinada una nativa de Chernóbil de 26 años, llamada Rozaliya Lyubomy-Hodkevich, por la acusación de tener vínculos con María Antonieta. Aunque la historia de Chernóbil a mediados del siglo XVIII se vio envuelta en las llamas de los populares levantamientos, este periodo en particular se caracterizó por el significado cultural y económico del desarrollo de la ciudad.
Durante el siglo XIX, los negocios empezaron a desarrollarse y se construyeron escuelas y facultades médicas. En 1855 se abrió la primera parroquia, y su sacerdote fungió como profesor privado a varios niños de la villa. Les enseñaba en sus propios hogares ya que no existía ningún edificio escolar. En ese tiempo vivían aproximadamente 4000 judíos, 2000 ortodoxos 1000 católicos y 600 disidentes en Chernóbil. Tenía también cinco sinagogas, tres iglesias ortodoxas y una católica. A fines del siglo XIX se abrió la primera escuela, que tenía capacidad para 60 alumnos y cuyos profesores eran los padres de los alumnos.
En los siglos XIX-XX, el pueblo de Chernóbil tenía aproximadamente 17000 habitantes, en aproximadamente 2000 edificios, y aunque la población pareciese pequeña había aldeas como Philevich, con la mitad de la población.
Uno de los monumentos más interesantes y antiguos de la Zona de Exclusión es la iglesia de la Resurrección en el bosque de Tolstói Les. La iglesia de la Resurrección se construyó en 1760, en el centro del bosque, era de madera y poseía tres naves, tenía ventanas en la nave central para la iluminación, contenía pinturas del siglo XIX. En 1897 se le añadió una torre con una campana. Se construyó al estilo de la parroquia ucraniana y la iglesia se quemó completamente el 24 de abril de 1996, dos días antes del décimo aniversario del accidente de Chernóbil.

### Accidente nuclear

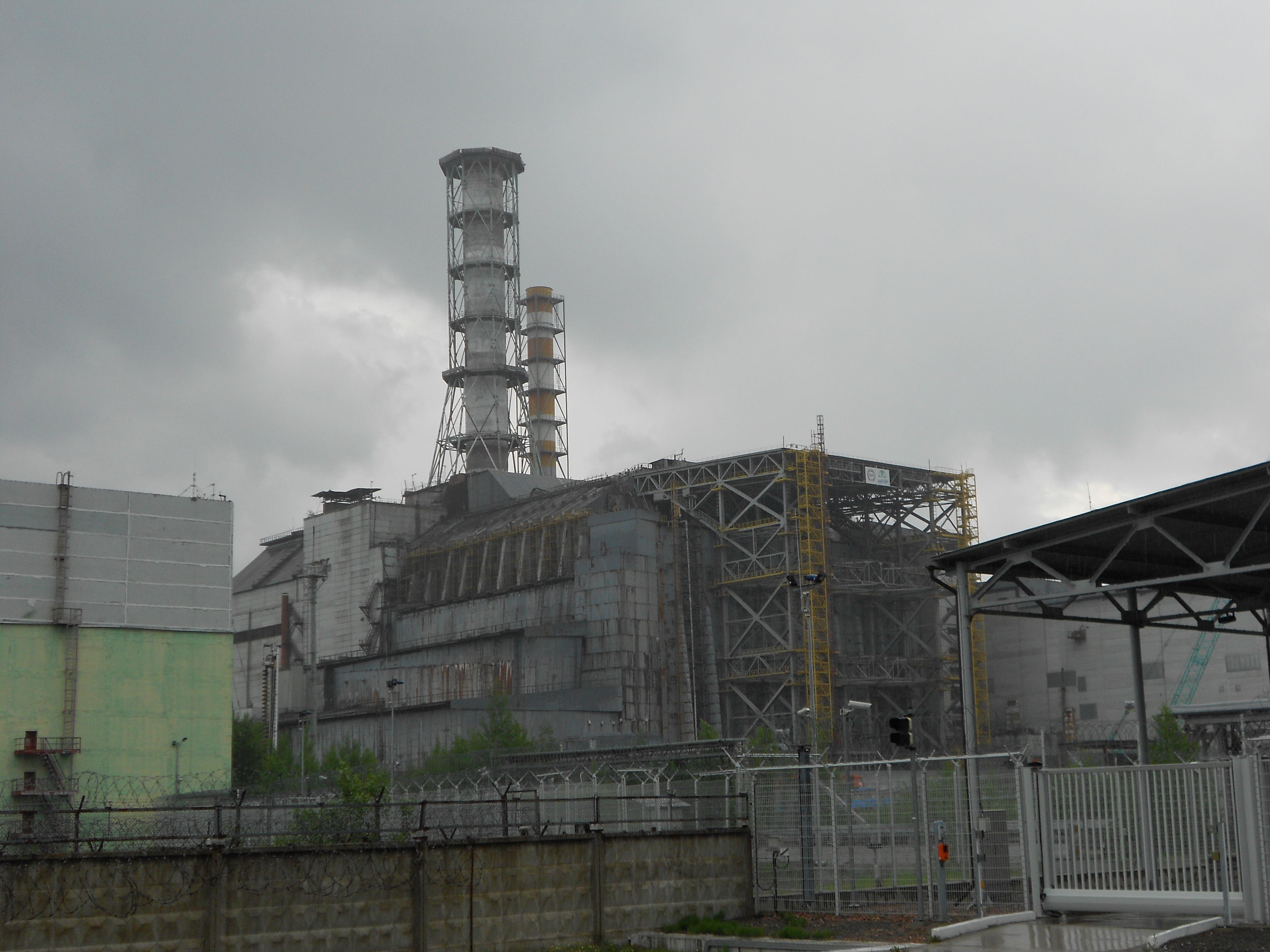
Reactor de la central nuclear de Chernóbil

El 26 de abril de 1986, el cuarto reactor de la Central Nuclear de Chernóbil explotó a la 01:23,45 h (hora local). Se estaba experimentando con el reactor para comprobar si la energía de las turbinas podía generar suficiente electricidad para las bombas de refrigeración en caso de fallo (hasta que arrancaran los generadores diésel). Pero una sucesión de errores provocó una enorme subida de potencia y una gran fusión de núcleo que dejó al descubierto el núcleo del reactor, con lo cual se emitió una gigantesca nube radiactiva hacia toda Europa. Todos los residentes permanentes de la ciudad y los que vivían en la zona de exclusión fueron evacuados debido a que los niveles de radiación sobrepasaron todos los estándares de seguridad. El accidente era hasta entonces el único de la historia que había alcanzado el nivel 7 de la escala INES. Sin embargo, el 11 de marzo de 2011 el Gobierno japonés elevó a ese mismo grado el nivel de alerta por el accidente de la planta nuclear de Fukushima, tras el terremoto y el maremoto acontecidos en ese país.

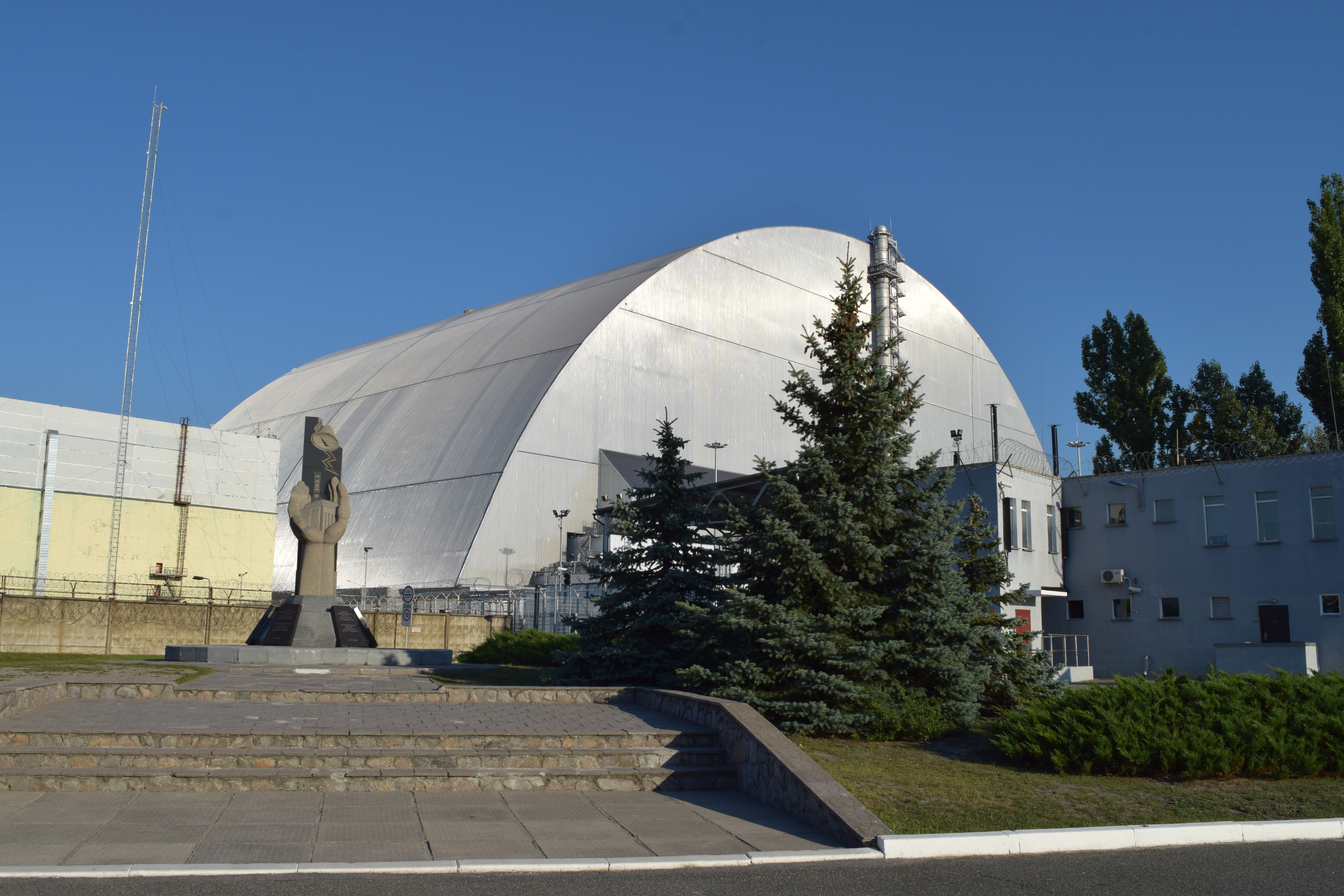
Nuevo sarcófago del reactor 4 de la planta de Chernóbil

La ciudad de Chernóbil y los suburbios adyacentes son ahora hogar de científicos, oficiales de mantenimiento de la central nuclear, liquidadores, médicos, científicos y físicos especializados en radiación. Aunque Prípiat (una ciudad vecina a Chernóbil y la más cercana a la central nuclear) permanece sin mantenimiento, Chernóbil ha sido renovada y es ahora hogar de más de 2000 personas. Entre ellos, se encuentran los eventuales visitantes a la zona de exclusión, quienes se hospedan en los sectores de la ciudad más distantes a la central nuclear. Algunas mujeres embarazadas que fueron alcanzadas por la radiación durante el accidente tuvieron hijos que nacieron con malformaciones o con problemas de salud crónicos graves.
Para evitar la fuga de elementos radioactivos del núcleo del reactor accidentado, se lo cubrió con una estructura que albergaba 400.000 metros cúbicos de hormigón y 7000 toneladas de estructuras metálicas. La obra se llevó a cabo en apenas 206 días en medio de condiciones extremas. En ella trabajaron unas 90.000 personas.
En noviembre de 2016, treinta años después de la tragedia, se inauguró un nuevo sarcófago al que se denominó "Nuevo Sarcófago Seguro" (NSC, por sus siglas en inglés). Consiste en una estructura móvil, la mayor construida hasta la fecha en el mundo, en forma de arco de 110 metros de alto, 150 de ancho y 256 de largo y más de 30 000 toneladas. Se construyó a 180 metros del reactor y luego, mediante un sofisticado sistema de raíles, fue montado sobre este último. Se estima que tendrá una duración de más de cien años. El coste final de la estructura fue de 1500 millones de euros, financiado por el Banco Europeo de Reconstrucción y Desarrollo (BERD) junto a la colaboración de 28 países que aportaron 1.417 millones de euros y construido por la empresa francesa Novarka. La estructura está equipada con grúas controladas a distancia con el objetivo de ir desmontando el viejo sarcófago.
La nueva estructura permitirá desmantelar el sarcófago y extraer el material radiactivo. En 2023 se espera completar la destrucción de la vieja estructura, la tarea más delicada de todo el proyecto pues implica trabajar en el interior del reactor.

### Conflicto ruso-ucraniano
Durante la invasión rusa a Ucrania, el 24 de febrero de 2022 fuerzas rusas tomaron el control de la ciudad.
El 31 de marzo de 2022, las tropas rusas se retiraron de la zona.

### Fauna que habita en Chernóbil
Desde que la ciudad fue deshabitada muchos animales han tomado el poder de habitar dentro de las viviendas y jardines, se encuentran allí lobos, zorros, osos pardos, perros mapaches, linces, gatos monteses, alces, corzos, ciervos,  bisontes, caballos de przewalskii, jabalíes, liebres, conejos, ardillas, águilas, búhos y halcones.

## Imágenes

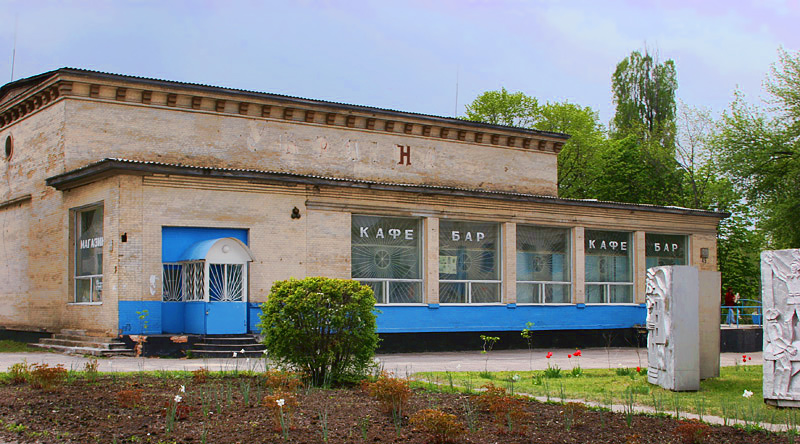
Cine abandonado en  Chernóbil.
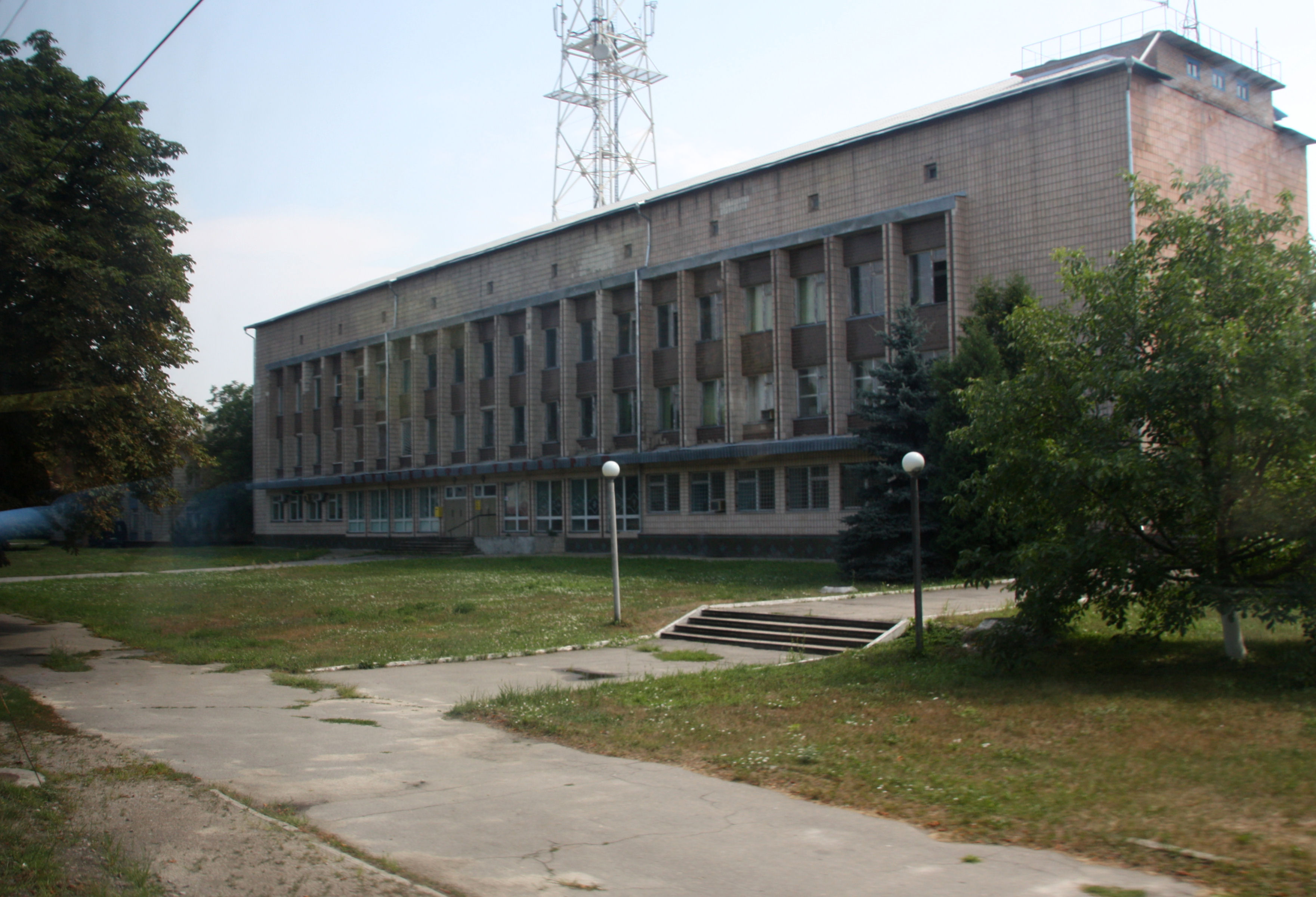
Aspecto de la sede municipal del Gobierno.
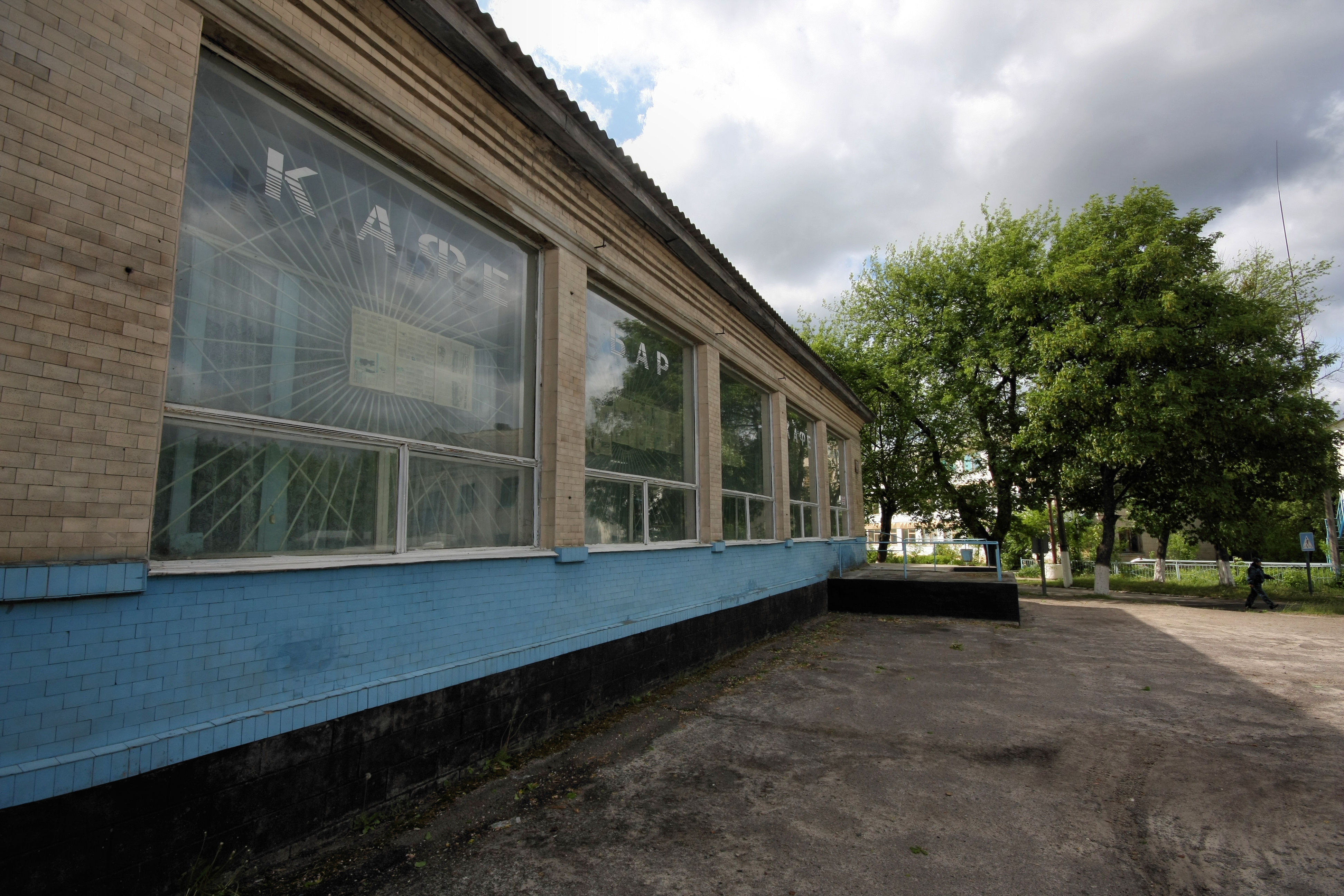
Tienda de ultramarinos abandonada en Chernóbil.
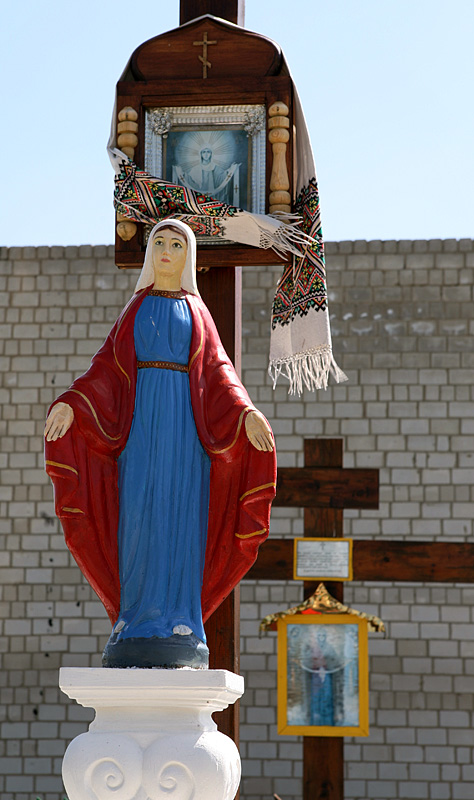
Homenaje a uno de los fallecidos.
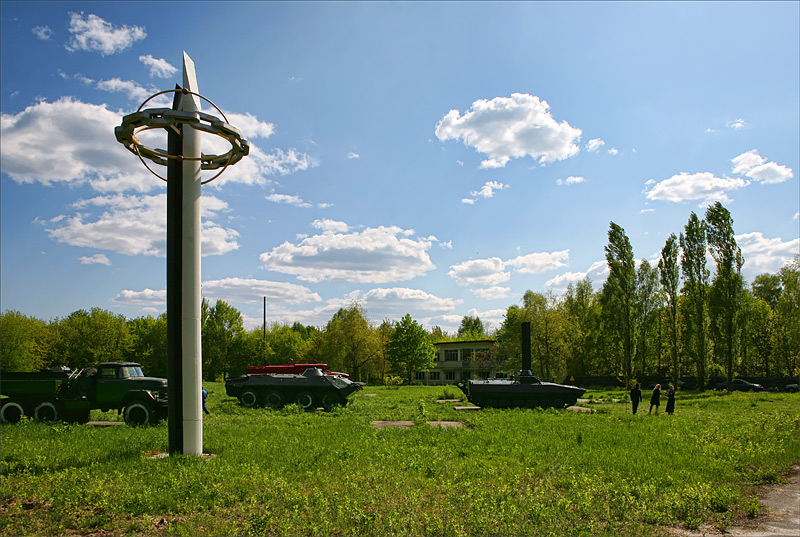
Museo Tecnológico de los liquidadores de Chernóbil.

## Población
Antes del accidente, vivían 14 000 residentes en la ciudad. La ciudad contaba con 500 habitantes en 2010 y en 2015, alcanzó su pico de 625 habitantes permanentes. La población aquí está en continuo crecimiento, contrario a otras ciudades de la zona de alienación como Prípiat o Poliske.
Decreciente en abril de 2015
En abril de 2015, Chernóbil tenía 440 habitantes. Esto posiblemente se debe a la mudanza temporal de sus habitantes por el miedo producido por la cercanía del aniversario del accidente.
Creciente en enero de 2016
El 2 de enero de 2016, Chernóbil registró 704 habitantes.

## Clima
| Parámetros climáticos promedio de Chernóbil (1981-2010) | Parámetros climáticos promedio de Chernóbil (1981-2010) | Parámetros climáticos promedio de Chernóbil (1981-2010) | Parámetros climáticos promedio de Chernóbil (1981-2010) | Parámetros climáticos promedio de Chernóbil (1981-2010) | Parámetros climáticos promedio de Chernóbil (1981-2010) | Parámetros climáticos promedio de Chernóbil (1981-2010) | Parámetros climáticos promedio de Chernóbil (1981-2010) | Parámetros climáticos promedio de Chernóbil (1981-2010) | Parámetros climáticos promedio de Chernóbil (1981-2010) | Parámetros climáticos promedio de Chernóbil (1981-2010) | Parámetros climáticos promedio de Chernóbil (1981-2010) | Parámetros climáticos promedio de Chernóbil (1981-2010) | Parámetros climáticos promedio de Chernóbil (1981-2010) |
| Mes                                                     | Ene.                                                    | Feb.                                                    | Mar.                                                    | Abr.                                                    | May.                                                    | Jun.                                                    | Jul.                                                    | Ago.                                                    | Sep.                                                    | Oct.                                                    | Nov.                                                    | Dic.                                                    | Anual                                                   |
| ------------------------------------------------------- | ------------------------------------------------------- | ------------------------------------------------------- | ------------------------------------------------------- | ------------------------------------------------------- | ------------------------------------------------------- | ------------------------------------------------------- | ------------------------------------------------------- | ------------------------------------------------------- | ------------------------------------------------------- | ------------------------------------------------------- | ------------------------------------------------------- | ------------------------------------------------------- | ------------------------------------------------------- |
| Temp. máx. abs. (°C)                                    | 11.5                                                    | 17.0                                                    | 22.6                                                    | 26.6                                                    | 32.9                                                    | 34.0                                                    | 35.2                                                    | 36.3                                                    | 35.9                                                    | 26.3                                                    | 19.6                                                    | 11.3                                                    | 36.3                                                    |
| Temp. máx. media (°C)                                   | -0.8                                                    | 0.1                                                     | 6.0                                                     | 14.5                                                    | 21.0                                                    | 23.7                                                    | 25.7                                                    | 25.0                                                    | 18.9                                                    | 12.4                                                    | 4.2                                                     | -0.3                                                    | 12.5                                                    |
| Temp. media (°C)                                        | -3.5                                                    | -3.4                                                    | 1.5                                                     | 8.9                                                     | 14.9                                                    | 17.9                                                    | 19.9                                                    | 18.8                                                    | 13.4                                                    | 7.7                                                     | 1.4                                                     | -2.8                                                    | 7.9                                                     |
| Temp. mín. media (°C)                                   | -6.1                                                    | -6.7                                                    | -2.3                                                    | 3.9                                                     | 9.1                                                     | 12.3                                                    | 14.5                                                    | 13.3                                                    | 8.7                                                     | 3.8                                                     | -1.1                                                    | -5.2                                                    | 3.7                                                     |
| Temp. mín. abs. (°C)                                    | -29.7                                                   | -32.8                                                   | -20.0                                                   | -9.0                                                    | -6.0                                                    | 2.2                                                     | 6.2                                                     | 0.0                                                     | -1.6                                                    | -10.5                                                   | -20.0                                                   | -30.8                                                   | -32.8                                                   |
| Precipitación total (mm)                                | 34.0                                                    | 36.8                                                    | 35.6                                                    | 40.0                                                    | 60.8                                                    | 73.2                                                    | 90.5                                                    | 55.3                                                    | 56.3                                                    | 42.2                                                    | 47.7                                                    | 42.6                                                    | 604.0                                                   |
| Días de precipitaciones (≥ 1.0 mm)                      | 8.1                                                     | 8.9                                                     | 8.1                                                     | 7.5                                                     | 8.7                                                     | 10.2                                                    | 9.2                                                     | 7.1                                                     | 8.7                                                     | 7.4                                                     | 8.7                                                     | 9.1                                                     | 101.7                                                   |
| Humedad relativa (%)                                    | 83.5                                                    | 79.8                                                    | 74.7                                                    | 66.7                                                    | 66.0                                                    | 70.4                                                    | 72.8                                                    | 72.3                                                    | 77.8                                                    | 80.8                                                    | 85.3                                                    | 85.9                                                    | 76.3                                                    |
| Fuente n.º 1: World Meteorological Organization         |                                                         |                                                         |                                                         |                                                         |                                                         |                                                         |                                                         |                                                         |                                                         |                                                         |                                                         |                                                         |                                                         |
| Fuente n.º 2: Météo Climat (extremes)                   |                                                         |                                                         |                                                         |                                                         |                                                         |                                                         |                                                         |                                                         |                                                         |                                                         |                                                         |                                                         |                                                         |